# CANT 6
O CANT 6 foi um hidroavião designado para o serviço militar italiano em 1925. Ele foi um biplano largo, com design convencional de três motores montados nas nacelas das asas. Somente um exemplar foi feito na configuração militar, seguido de outros dois com configuração para onze passageiros.